# Ohrlänge
Die Ohrlänge ist ein Körpermaß und bezeichnet die Länge der Ohrmuschel von Säugetieren
vom tiefsten Punkt der Ohrmuschel, der Einbuchtung im Knorpel, bis zur äußersten Ohrspitze.
Das Standardmaß
wird mit einem Stechzirkel
oder einem durchsichtigen Lineal genommen.
Überstehende Haare werden nicht mitgemessen.
Hinreichend genaue Messergebnisse sind am lebenden Tier gewöhnlich nicht zu erhalten.
Empfohlen wird die Messung an frisch toten Tieren; von Messungen während der Totenstarre wird dagegen abgeraten.
Durch die Konservierung werden Länge und Form der Ohrmuscheln gewöhnlich beeinträchtigt.
So schrumpfen die Ohrmuscheln bei Bälgen und Fellen ziemlich stark.